# Litago
Litago è un comune spagnolo di 172 abitanti situato nella comunità autonoma dell'Aragona.